# Adaptive Differential Pulse Code Modulation
Adaptive Differential Pulse Code Modulation (ADPCM), auch Delta Pulse Code Modulation genannt, ist eine komprimierende Kodierung für ein Signal, welche ähnlich wie Differential Pulse Code Modulation (DPCM) auf Differenzwerten basiert, und bei der zusätzlich die Skalierung der Quantisierungsstufen in Abhängigkeit vom Signalverlauf angepasst (adaptiert) werden. ADPCM wurde 1973 an den Bell Laboratories von P. Cummiskey, N. S. Jayant und James L. Flanagan entwickelt.
Im Bereich von Audiosignalen findet ADPCM im Rahmen verschiedener ITU-T-Standards wie G.726 Anwendung. Die Ausgangsdatenrate kann bei diesen Anwendungen dynamisch zwischen 16 kbit/s und 64 kbit/s angepasst werden. Ein weiteres Anwendungsbeispiel ist Digital Enhanced Cordless Telecommunications (DECT) wie es bei Schnurlostelefonen Verwendung findet.

## Funktionsweise
ADPCM ist eine Puls-Code-Modulation mit Vorhersagefunktion. Bei der Verarbeitung des Signals wird versucht, den weiteren Signalverlauf innerhalb des nächsten Abschnitts vorherzusagen. Für die Quantisierung des Signals im nächsten Zeitschritt wird so nur die Differenz zwischen vorhergesagtem und realem Signal verwendet. Durch diese Differenzbildung können so weniger Bits zur Beschreibung des Signals verwendet werden.
Bei diesem Verfahren wird sowohl die Vorhersagefunktion als auch die Quantisierungsstufe bei jedem Arbeitsschritt neu „adaptiert“. Durch diesen Regelkreis wird eine bessere Vorhersage des Signals erreicht als bei DPCM.
Auch bei der Emulation von Computer- und Arcade-Spielen wird ADPCM verwendet. Siehe auch M.A.M.E. und Irem M-62.

## Implementierungen
Bekannte Implementierungen sind das IMA ADPCM bzw. IMADPCM, Microsoft ADPCM bzw. MSADPCM, Microsoft IMA ADPCM und Apple QuickTime IMA ADPCM.

## ITU-T Empfehlungen
- G.721 (zurückgezogen) 32 kbit/s adaptive differential pulse code modulation (ADPCM)
Der Inhalt dieser Empfehlung wird jetzt von der Empfehlung  ITU-T G.726 abgedeckt.
- G.726: 40, 32, 24, 16 kbit/s adaptive differential pulse code modulation (ADPCM)
- G.727: 5-, 4-, 3- and 2-bit/sample embedded adaptive differential pulse code modulation (ADPCM)
- G.722: Subband-ADPCM für den Frequenzbereich von 50 Hz bis 7000 Hz mit einer Abtastrate von 16 kHz und quantisiert mit 14 Bit